# أسمات
أسمات هي مجموعة عرقية من غينيا الجديدة، في بابوا مقاطعة اندونيسيا. التي تمتلك ذوقا جميل في نحت الخشب والتقاليد في منطقة المحيط الهادئ، وهذا الفن هو الذي يسعي إليه العديد في جميع أنحاء العالم. فإن عرق أسمات يسكنون في منطقة على الساحل الجنوبي الغربي لجزيرة تطل على بحر ارافورا. وتتكون من غابات المانغروف، والمد والجزر ومستنقعات المياه العذبة، والأراضي المنخفضة والغابات المطيرة. أرض أسمات تقع داخل الحديقة الوطنية اللورنتز ومواقع التراث العالمي، وهي أكبر المناطق المحمية في منطقة آسيا والمحيط الهادئ. يبلغ عدد سكانها بنحو 70,000. مصطلح «أسمات» يستخدم للإشارة إلى كل من الشعب والمنطقة التي تسكنها.

## ثقافة
البيئة الطبيعية كانت من العوامل الرئيسية التي تؤثر على أسمات، حيث لهم ثقافة وطريقة حياة تعتمد اعتمادا كبيرا على الموارد الطبيعية الغنية حيث وجدت في الغابات، والأنهار، والبحار. فإن سكان أسمات أساسا يعتمدون على العيش على نخيل الهند، والأسماك، والغابات، وغيرها من المواد الأخرى. حيث أن مواد القوارب، والمساكن، وأيضا جميع مواد نحت الخشب تجمع محليا، وبالتالي على مدى واسع من الثقافة والتنوع البيولوجي. 
تقليديا، فإن العديد من رجال أسمات يمارس تعدد الزوجات.

## السياق الحالي
حتى اليوم، لا تزال أسمات معزولة نسبيا ولكن وأهم التقاليد الثقافية لديها لا تزال قوية، على الرغم من أن تفاعلها مع العالم الخارجي قد تزايد خلال العقود الماضية. تلقى العديد من سكان أسمات التعليم العالي في أجزاء أخرى من اندونيسيا، وبعضها في أوروبا. فإن أسمات تسعى إلى إيجاد سبل لإدماج التكنولوجيا الجديدة والمفيدة مثل الخدمات الصحية، والاتصالات، والتعليم، مع الحفاظ على تقاليدها الثقافية. التنوع البيولوجي في منطقة تتعرض لبعض الضغوط من الخارج وقطع الأشجار وصيد الأسماك.

## وصلات خارجية
- Online Bibliography of Asmat Resources
- Asmat Art in the Michael C. Rockefeller Collection at the Metropolitan Museum of Art
- Asmat Art Gallery
- American Museum of Asmat Art
- Asmat Program, Indo-Pacific Conservation Alliance
- Tribe Goes High-Tech to Fight for Rain Forest Home, National Geographic Online article
- Islanders in Indonesia Fear Plunder of "Magic" Trees, National Geographic Online article
- Works of Africa, Oceania, and the Americas, Metropolitan Museum of Art
- New York Times Review of "Sky Above, Mud Below"
- The Cultural Correlates of Warfare Among the Asmat of South-West New Guinea, PhD Dissertation, 1967
- Asmat Art at the Holmes Museum of Anthropology
- Films about the Asmat produced by the Holmes Museum of Anthropology
- Oleg Aliev's expeditions: the Asmat; photos, documentary films

قالب:Papuan ethnic groups